# Adam Elsheimer
Adam Elsheimer (Fráncfort, 18 de marzo de 1578-Roma, 11 de diciembre de 1610) fue un pintor alemán de principios del siglo xvii. Destacó por sus pequeños cuadros que incluían una gran variedad de efectos de luz, y un innovador tratamiento del paisaje. Se centró en pasajes bíblicos o en temas mitológicos. Se dice de él que influyó sobre artistas como Rembrandt o Rubens (quien tuvo al menos cuatro de sus obras).

## Biografía
Elsheimer fue uno de los diez hijos de un sastre. La casa de su padre (que sobrevivió hasta ser destruida por bombas aliadas en 1944) estaba a pocos metros de la iglesia en la que entonces se mostraba el Retablo de Heller de Durero.  Fue aprendiz de Philipp Uffenbach. Probablemente visitó Estrasburgo en 1596. A la edad de 20 años, viajó a Italia, pasando por Múnich, donde está documentado su paso en 1598. 

### Venecia
Su estancia en Venecia no está documentada, pero la influencia sobre su estilo es clara. Probablemente trabajó como ayudante de Johann Rottenhammer, algunos de cuyos dibujos le pertenecieron. Rottenhammer era un alemán que había vivido en Italia durante varios años, y fue el primer pintor alemán que se especializó en pinturas de gabinete. Uffenbach se había especializado en grandes retablos, y aunque las primeras pequeñas pinturas de Elsheimer sobre planchas de cobre parecen datar de la época anterior a su viaje a Italia, la influencia de Rottenhammer es clara en su obra de madurez.
Durante su estancia en Venecia se cree que hizo varias obras significativas, como El bautismo de Cristo (National Gallery de Londres) o La Sagrada Familia (en la Gemäldegalerie de Berlín), y que muestran la influencia de los pintores venecianos Tintoretto y Paolo Veronese, así como de Rottenhammer. 

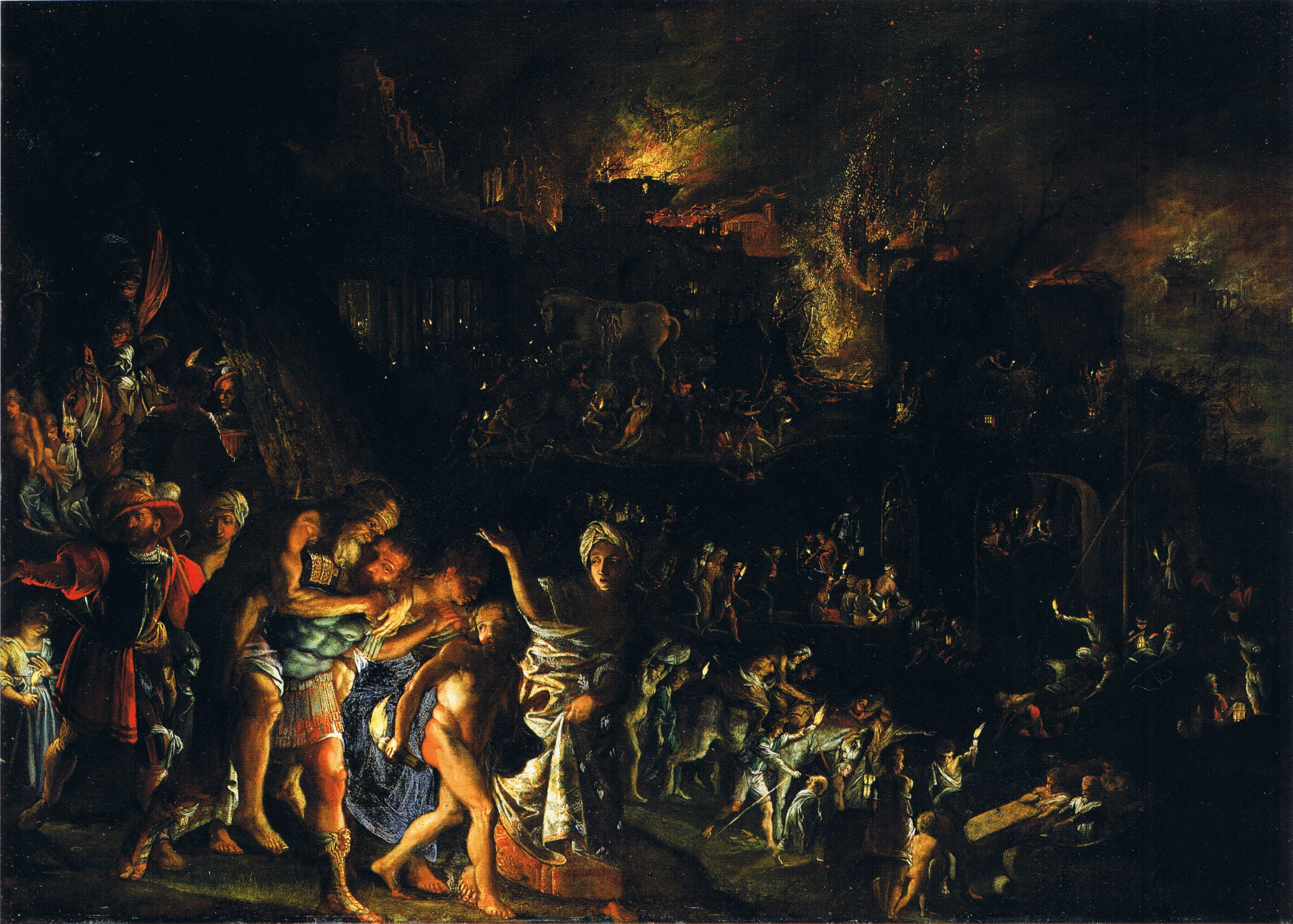
El incendio de Troya, h. 1604, Alte Pinakothek, 36 x 50 cm.

### Roma
A principios de 1600 viajó a Roma y rápidamente hizo amistades gracias a los contactos de Rottenhammer, especialmente con Johannes Faber, que se convirtió en su mecenas. Faber era un médico papal, botánico y coleccionista, originario de Bamberg. Era Curador de los Jardines Botánicos del Vaticano, y miembro de la Accademia dei Lincei, un pequeño círculo íntimo de intelectuales fundado en 1603, y que se preocupaba principalmente de las ciencias naturales.
Otro amigo de Rottenhammer fue el pintor paisajista flamenco Paul Brill, ya establecido en Roma, quien fue (con Faber) un testigo en el matrimonio de Elsheimer, y pintó un cuadro con él (hoy en Chatsworth House), y a quien le debía dinero a su muerte. Como Faber, Brill residió en Roma durante largo tiempo y se había convertido del luteranismo al catolicismo, como hizo Elsheimer más adelante.
Tanto Faber como Brill conocían a Rubens, quien estuvo en Roma en 1601, y se convirtió en otro amigo que reprocharía más tarde a Elsheimer que no produjera más obras. Conoció a David Teniers el Viejo, recientemente alumno de Rubens, y hay evidencias de que vivieron juntos. En 1604 Karel van Mander, un holandés que había vuelto recientemente de Roma, publicó su Schilder-Boeck que alabó la obra de Elsheimer, y lo describió como pintor que trabajaba despacio y que hacía pocos dibujos. Pasaba también mucho tiempo en las iglesias, estudiando la obra de los maestros. Otros escritores mencionan su excepcional memoria visual, su melancolía y su bondad. En una carta posterior a su muerte, Rubens escribió: 

«no tenía quien se le comparase en las pequeñas figuras, paisajes, y en muchos otros temas. (...) uno podía esperar de él cosas que nadie hubiese visto antes ni verá jamás».

Copia de la obra perdida el gran Tobías y el ángel, National Gallery de Londres 19 x 28 cm.

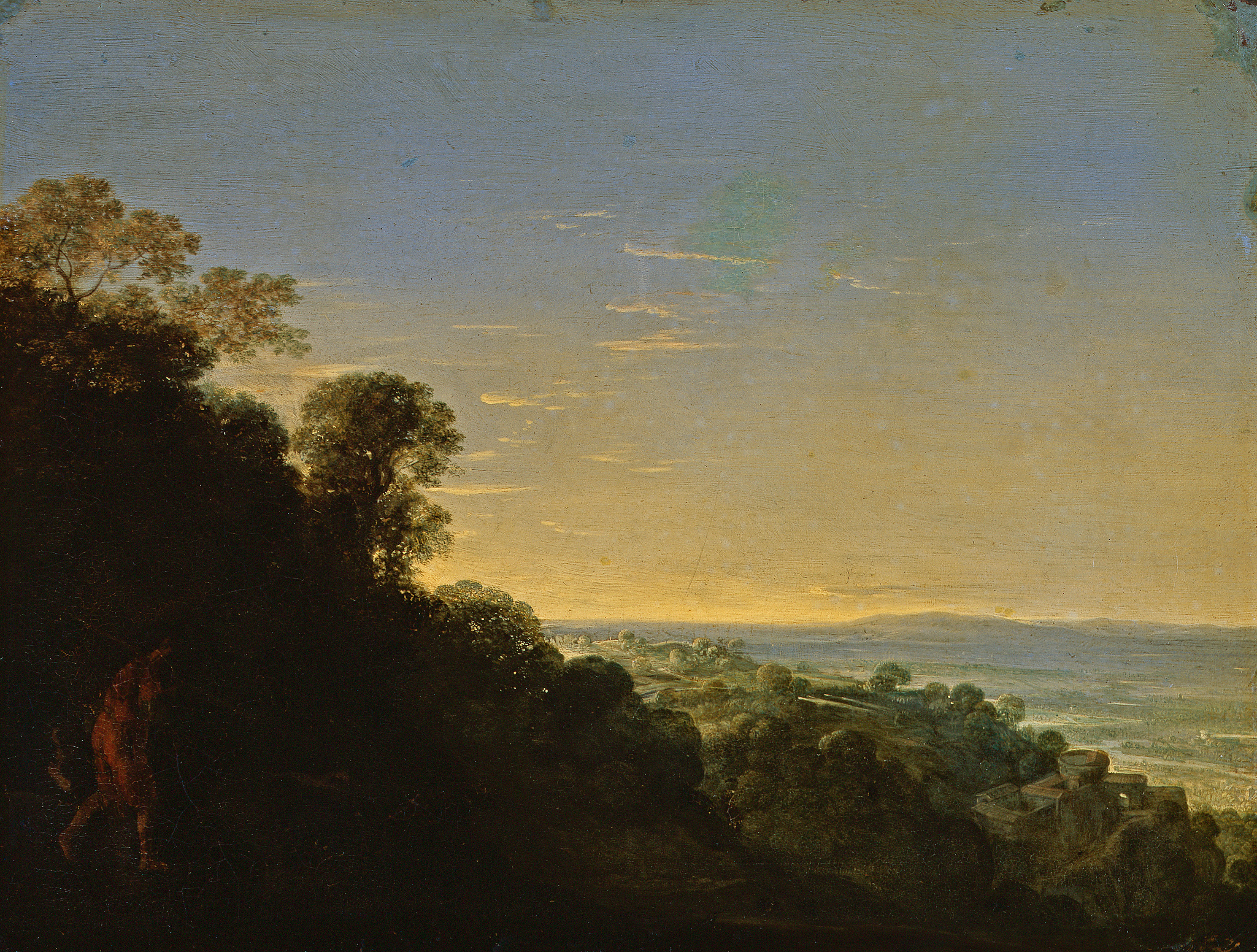
La Aurora (1606), Herzog Anton Ulrich-Museum, Brunswick.

En la ciudad italiana adquirió fama, gracias a obras como Tobías y el ángel (1602-03), conocido como el pequeño Tobías, hoy en Fráncfort. Fue especialmente bien recibido debido a su nueva concepción del paisaje. Este cuadro fue reproducido mediante el grabado por el conde Hendrick Goudt y como resultado, se distribuyó por toda Europa. Sin embargo, su unión con el conde, que vivió con él y fue formado por él durante varios años, resultó difícil. Parece que Elsheimer tomó dinero prestado de Goudt, y acabó yendo a la cárcel por impagos. Después de la temprana muerte de Elsheimer en 1610, Goudt era propietario de varias de sus obras. Goudt hizo siete grabados de los cuadros de Elsheimer, que fueron cruciales para extender su influencia, puesto que muy pocas de sus pinturas estaban a la vista del público, ni siquiera de los propios artistas; como eran pinturas de gabinete, en su mayor parte las conservaban en habitaciones pequeñas y muy privadas.
En 1606, tras convertirse al catolicismo en el año 1608 (posiblemente ya en 1606), Elsheimer se casó con Carla Antonia Stuarda da Francoforte (esto es, Estuardo de Fráncfort, tenía antepasados escoceses y como él provenía de Fráncfort) y en 1609 tuvieron un hijo. No se menciona al hijo en el censo del año siguiente, posiblemente (Klessman lo dice con optimismo) porque le habían entregado a una nodriza.  Era la viuda reciente del artista Nicolas de Breul (nacido en Verdún) y después de la muerte de Elsheimer se volvió a casar, con un artista italiano, Ascanio Quercia, al año siguiente de su muerte. Elsheimer fue admitido en la Accademia di San Luca, el gremio de los pintores romanos, en 1606, dándoles un autorretrato (su único retrato, y la única pintura sobre lienzo) hoy en los Uffizi. A pesar de su fama y su talento, parece que vivió y murió en circunstancias financieras difíciles.

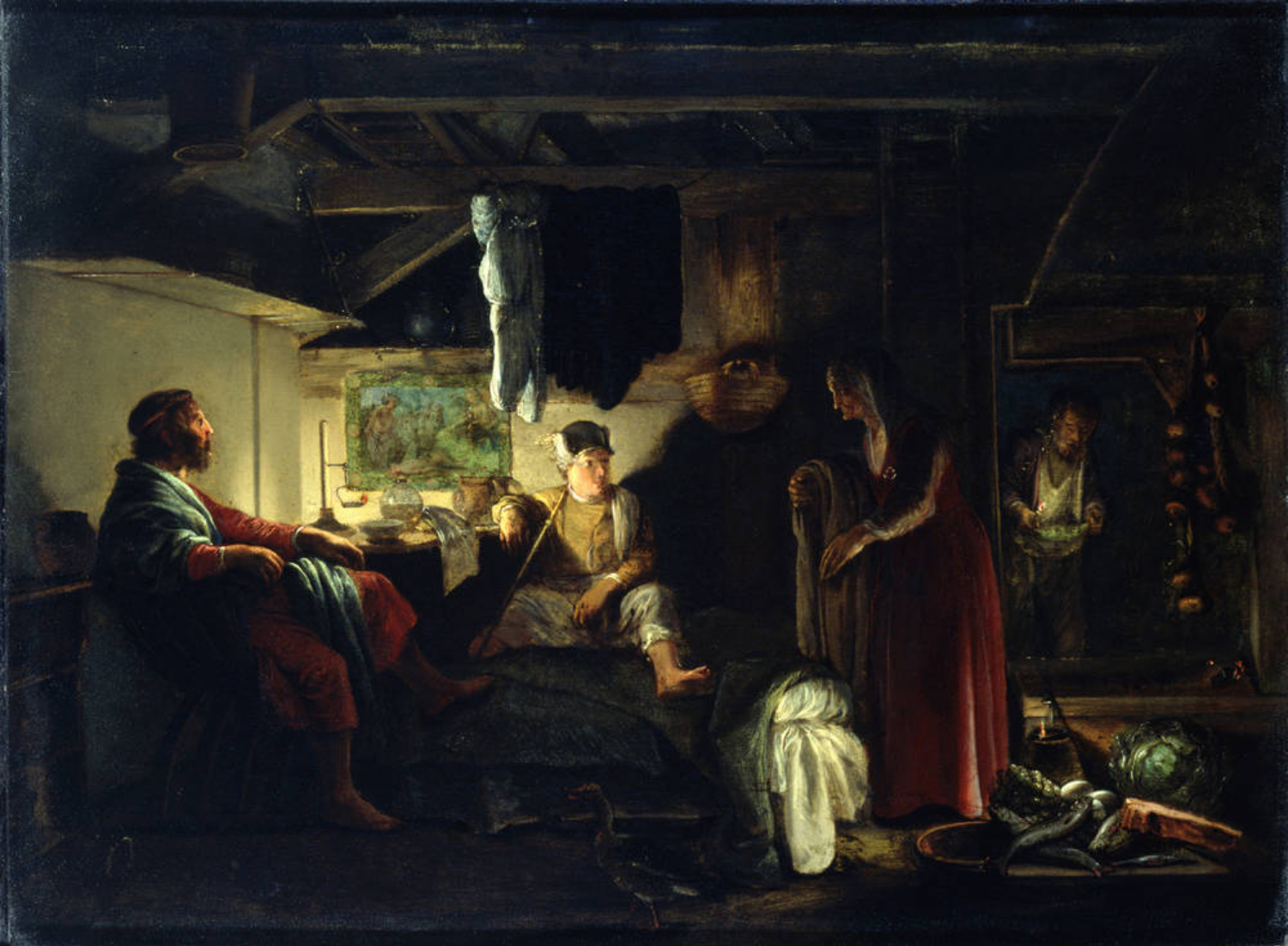
Júpiter y Mercurio en casa de Filemón y Baucis, h. 1608, 17 x 22 cm, Dresde.

Elsheimer tuvo una preferencia muy definida por elegir temas raros y originales, tanto para sus pinturas mitológicas como para las religiosas. Júpiter y Mercurio en la casa de Filemón y Baucis, (h. 1608, hoy en Dresde) se basa en un episodio de Ovidio, y nunca antes se había pintado. La burla de Ceres  (Museo del Prado), Apolo y Coronis (Liverpool), así como Il Contento (Edimburgo) fueron igualmente nuevos. Algunas de sus escenas religiosas eran más convencionales, pero su selección del momento a representar, como en el San Lorenzo preparado para el martirio (Londres), es a menudo inusual.

## Influencia
Su perfeccionismo, y una tendencia aparente a la depresión, dieron como resultado una producción total pequeña, a pesar del pequeño tamaño de todas sus pinturas. En total, se reconocen actualmente como obras suyas unas cuarenta (véase Kressmann más abajo). Hizo algunos aguafuertes, no con mucho éxito. Sin embargo, su obra fue muy considerada por otros artistas y unos pocos coleccionistas importantes, debido a su calidad. Tuvo una influencia clara y directa en otros artistas nórdicos que estuvieron en Roma, como Paul Bril, Jan Pynas y Pieter Lastman, más tarde el maestro de Rembrandt, que estuvo probablemente en Roma por el año 1605. La primera obra datada de Rembrandt fue una Lapidación de san Esteban que parece ser una respuesta a la pintura de Elsheimer sobre el mismo tema, hoy en Edimburgo. Algunas obras de artistas italianos, tales como las seis pinturas de Ovidio obra de Carlo Saraceni hoy en el Museo de Capodimonte, Nápoles, también muestran una clara influencia de Elsheimer. Rubens, que tuvo al menos cuatro pinturas de este artista, conoció a Elsheimer en Roma, y lo alabó mucho en una carta posterior a su muerte. 

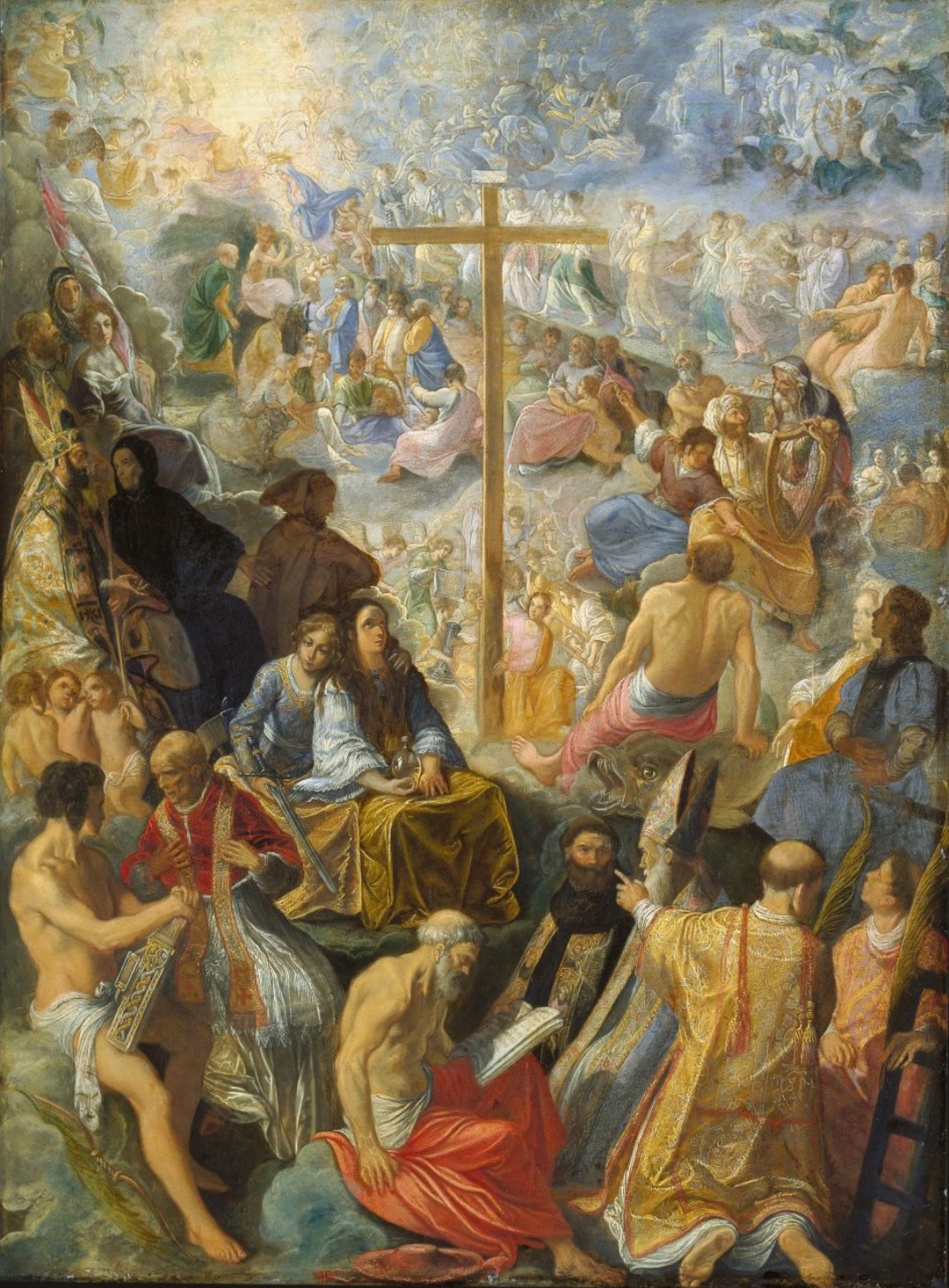
La exaltación de la Cruz del Tabernáculo de Fráncfort, h. 1605, 48 x 35 cm.

Fue innovador del paisaje, preocupándose por la luz y los efectos atmosféricos: «las brumas, la luz a través de las hojas o los estudios de amanecer y anochecer, e incluso nocturnos con la luz de la Luna».
Su interés por los contrastes lumínicos hace que se le relacione con el naturalismo de Caravaggio.
En un sentido más amplio, influyó en tres aspectos. Primeramente, sus escenas nocturnas fueron muy originales. Sus efectos lumínicos en general eran muy sutiles, y muy diferentes de los de Caravaggio. A menudo usaba hasta cinco fuentes de luz diferentes, y gradúa la luz de forma relativamente suave, con las zonas menos iluminadas de la composición conteniendo a menudo importantes partes de ella.
En segundo lugar, su combinación de un paisaje poético con grandes figuras en el primer plano dota al paisaje de una prominencia que raramente se había visto desde el primer Renacimiento.  No siempre sus paisajes representan una vista extensa; a menudo, la riqueza de la vegetación lo cierra.  Son más realistas, pero no menos poéticos, que los de Bril o Jan Brueghel, y tuvieron influencia en la formación de los de Poussin y Lorena.  Su tratamiento de grandes figuras con un paisaje como telón de fondo mira hacia delante, a través de Rubens y van Dyck, al retrato inglés en el siglo XVIII. Muy pronto después de su muerte se hizo muy popular entre los coleccionistas ingleses, destacadamente el rey Carlos I de Inglaterra, Thomas Howard (Conde de Arundel), y el Duque de Buckingham, y casi la mitad de sus pinturas han estado en colecciones inglesas en algún momento (casi un tercio siguen en el Reino Unido).
En tercer lugar, su integración de los estilos italianos con las tradiciones alemanas en las que se formó es quizá más efectivo que la de ningún otro pintor nórdico desde Durero (con la excepción de su amigo Rubens). Sus composiciones tienden a minimizar el drama de los acontecimientos que representan (en destacado contraste con aquellos de Rubens), pero a menudo muestran los momentos iniciales de una transformación. Sus figuras son relativamente bajas y achaparradas, y reflejan bien poco los ideales clásicos. Sus poses y gestos son poco sofisticados, y sus expresiones faciales recuerdan a los de la pintura neerlandesa antigua, más que a la bella figura de la mayor parte de las obras del Renacimiento italiano.

## Museos
La mayor colección de su obra se encuentra en Fráncfort. La Alte Pinakothek de Múnich tiene dos de sus mejores escenas nocturnas, y Berlín, Bonn, Dresde y Hamburgo tienen pinturas. La National Gallery de Londres tiene tres pinturas, junto con otras de la National Gallery de Escocia, Edimburgo, Apsley House, Castillo de Windsor,  Petworth House, el Instituto Wellcome y Liverpool.  El Museo del Prado de Madrid posee otra. La única obra visible al público fuera de Europa es un cuadro pequeño pero bello en el Museo de Arte Kimbell, Fort Worth.
Hay dibujos, especialmente en el Louvre y Edimburgo.

## Galería

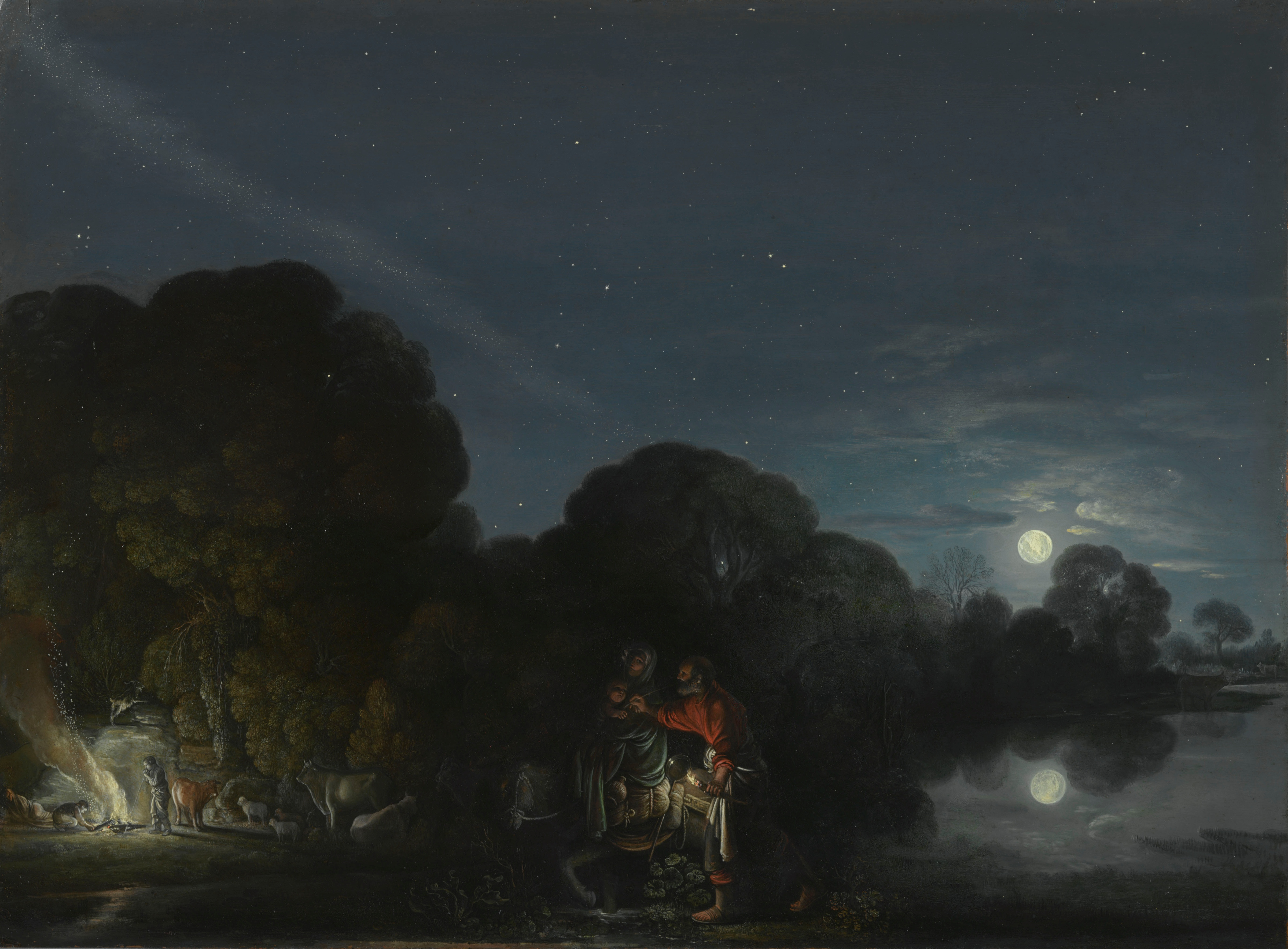
Huida a Egipto, 1609, cobre, 31 × 42 cm, Alte Pinakothek, Múnich.
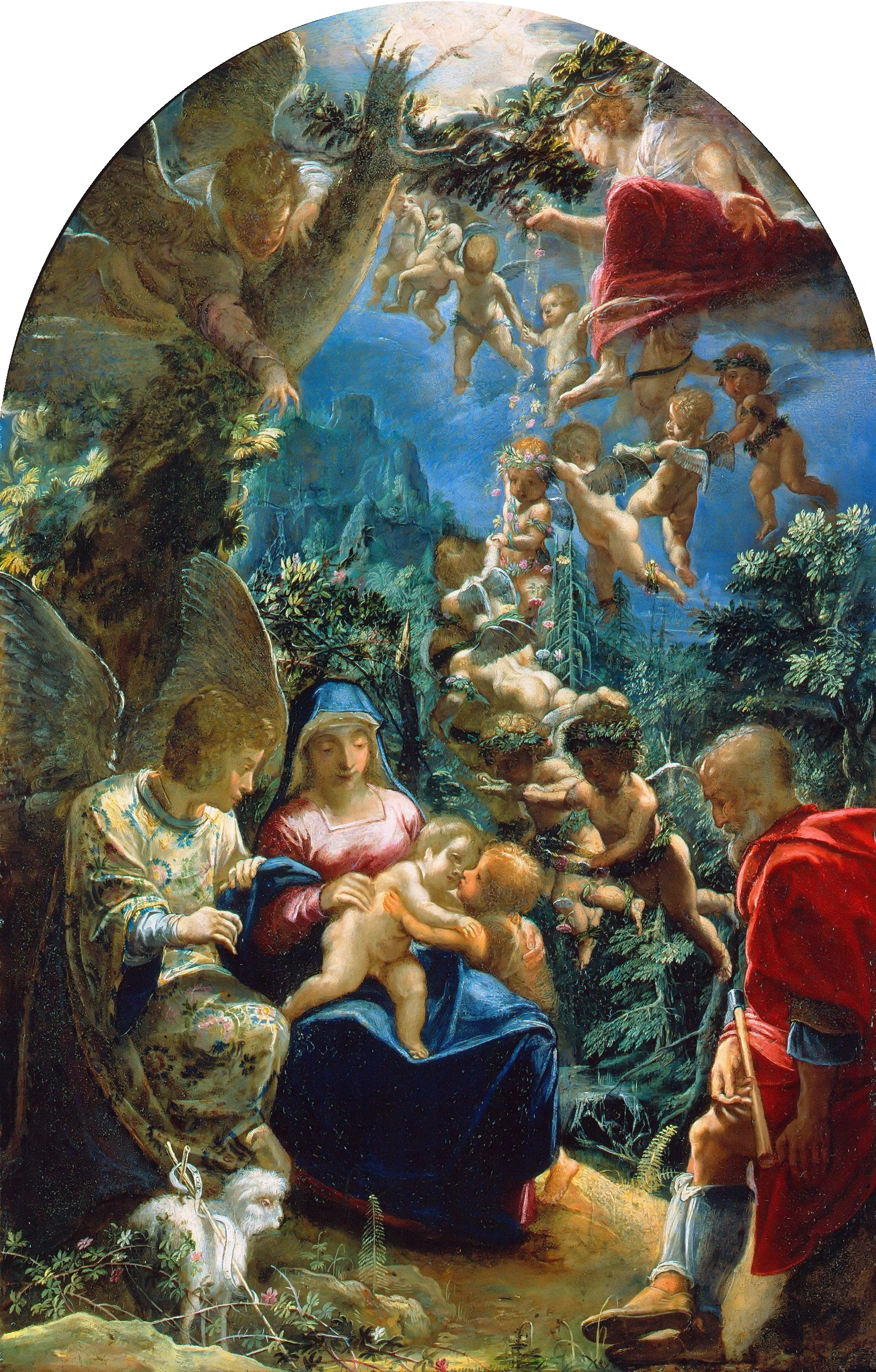
Sagrada Familia con ángeles, Berlín.
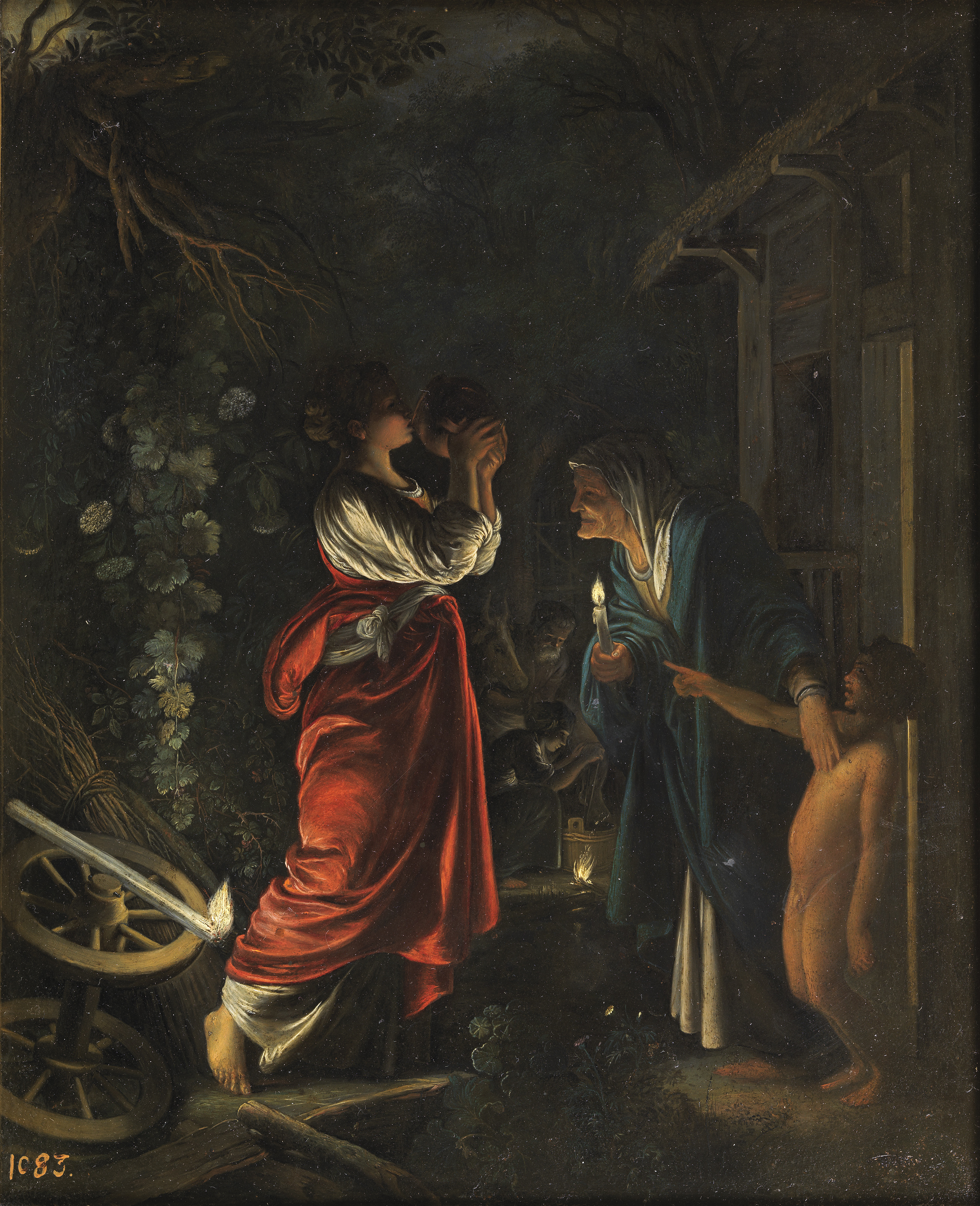
Ceres en casa de Hécuba, Museo del Prado, Madrid.
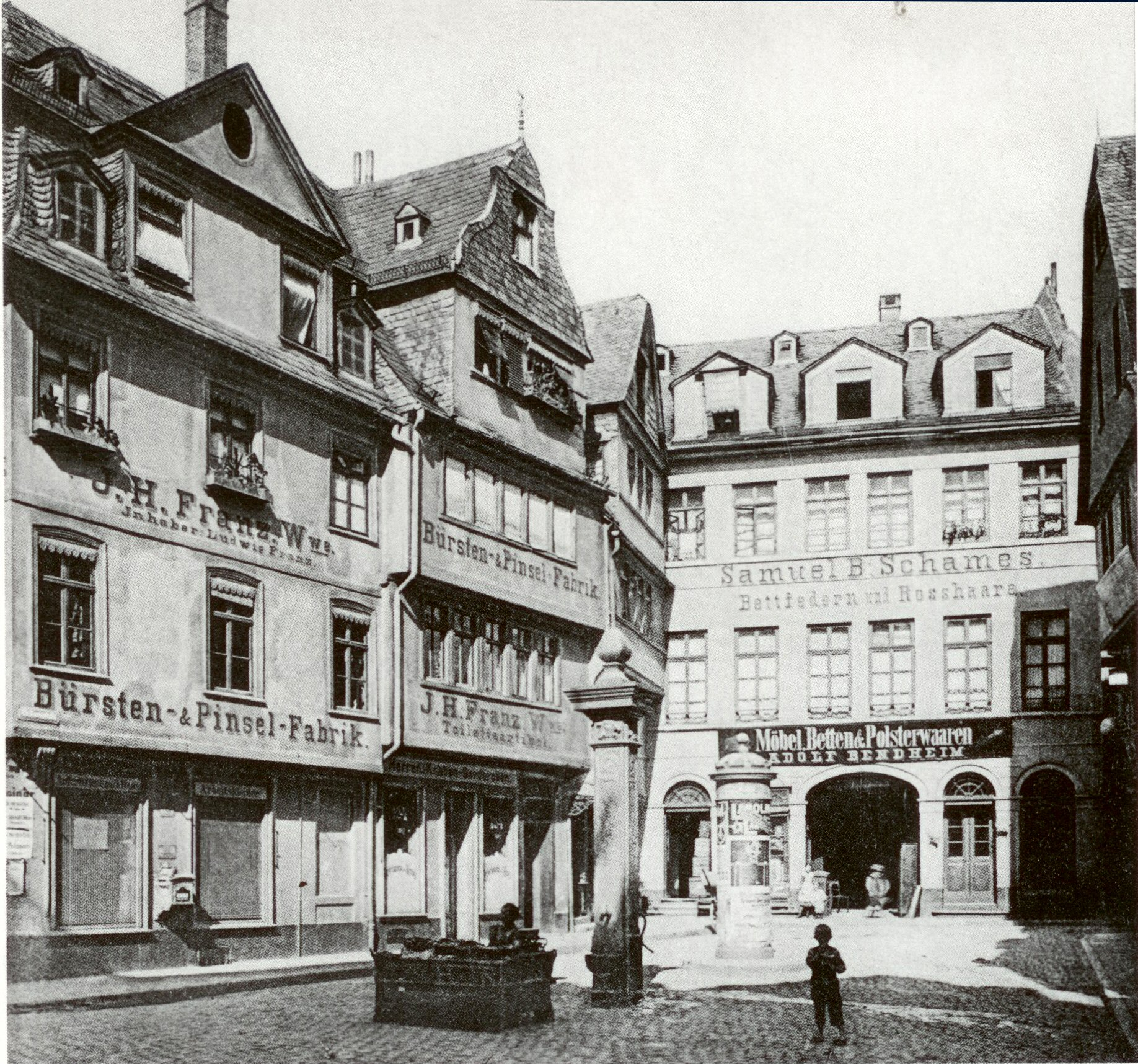
Foto de 1900 de la casa en Fráncfort donde Elsheimer nació y creció, destruida en 1944.